# Список вулиць Києва (К)
Це список вулиць міста Києва, назви яких починаються на літеру К.
До списку входять усі урбаноніми Києва, що містяться в офіційному довіднику «Вулиці міста Києва», затвердженому 2015 року, а також у міській інформаційно-аналітичній системі забезпечення містобудівної діяльності (МІАС ЗМД) «Містобудівний кадастр Києва», довіднику «Вулиці Києва» 1995 року та атласі «Київ до кожного будинку». Назви вулиць, які відсутні в офіційному довіднику, подані курсивом. Проєктні вулиці, що мають код у кадастрі, але не мають назв, у списку не наведені.
У списку вулиці подані за алфавітом. Назви вулиць на честь людей відсортовані за прізвищем (якщо прізвище відсутнє — за іменем) і подаються у форматі Прізвище Ім'я і/або Посада. Якщо вулиця названа за цілісним псевдонімом, то сортування відбувається за першою літерою псевдоніма або імені, тобто Бориса Тена подано на літеру Б, Ганни Барвінок — на Г, Дзиґи Вертова — на Д, Івана Багряного — на І, Кузьми Скрябіна — на К, Лесі Українки — на Л, Марка Вовчка, Марка Черемшини, Миколи Хвильового і Мирослава Ірчана — на М, Олени Пчілки і Остапа Вишні — на О, Панаса Мирного — на П, Юрія Клена — на Ю, Якуба Коласа, Яна Райніса, Янки Купали і Януша Корчака — на Я. Вулиці, що мають, окрім назви, порядковий номер, відсортовані за власною назвою, наприклад 2-й Левадний провулок на літеру Л. Вулиця Радгосп «Совки» розміщена на літеру С, вулиця Міста Шалетт — на літеру Ш. Назви вулиць, що починаються на число (окрім вулиць, зазначених вище), записані словами і подані на відповідну літеру (Восьмого Березня, Першого Травня тощо).
Вулиці з назвами «Садова» (в тому числі «номерні») і лінії виділені в окремі списки.
Станом на 1 січня 2023 року в Києві 2833 урбаноніми, з них:
| - 2059 вулиць; - 533 провулки; - 77 ліній; - 59 площ і майданів; | - 32 проспекти; - 22 бульвари; - 15 узвозів; | - 12 проїздів; - 11 шосе; - 5 доріг; | - 3 алеї; - 3 набережних; - 2 тупики. |

Колір фону у списку залежить від типу урбаноніма.
Після списку існуючих вулиць наведено список зниклих вулиць (вулиць, які були ліквідовані або включені до інших вулиць протягом XX—XXI століть), а також список попередніх назв вулиць, починаючи з 1800 року. Назви перейменованих вулиць, що починаються на число (окрім вулиць, зазначених вище), записані словами і подані на відповідну літеру (Третього Інтернаціоналу, Дев'ятого Січня, Дванадцятого Грудня, Двадцять П'ятого Жовтня, Сорокаріччя Жовтня, П'ятдесятиріччя Жовтня, Шістдесятиріччя Жовтня тощо).

## Вулиці міста Києва
| Назва                     | Тип   | Колишні назви                                                                              | Район                                       | Місцевість                              | Рік затв.         | Код об'єкта |
| ------------------------- | ----- | ------------------------------------------------------------------------------------------ | ------------------------------------------- | --------------------------------------- | ----------------- | ----------- |
| Кабельна                  | вул.  | Нова                                                                                       | Оболонський                                 | Куренівка                               | 1977              | 10626       |
| Кавалерідзе Івана         | вул.  | Проектна 2                                                                                 | Подільський                                 | Липинка, Біличе поле                    | 2012              | 12000       |
| Кавказька                 | вул.  | Бобровий пров., Урицького пров., Бобровий пров., Урицького вул. (част.)                    | Солом'янський                               | Солом'янка                              | 1955              | 10628       |
| Каденюка Леоніда          | пр-т  | Діагональна вул., Гагаріна Юрія вул., Гагаріна Юрія просп.                                 | Деснянський, Дніпровський                   | Соцмісто                                | 2023              | 10292       |
| Кадетський гай            | вул.  | Нова № 3                                                                                   | Солом'янський                               | Турецьке містечко                       | 1994              | 10629       |
| Кадіївська                | вул.  | Нова 838-ма                                                                                | Деснянський                                 | Биківня                                 | 1953              | 10630       |
| Кадіївський               | пров. | Нова 837-ма вул.                                                                           | Деснянський                                 | Биківня                                 | 1953              | 10631       |
| Казанська                 | вул.  | Кошицький пров. + Нова 77-ма                                                               | Оболонський                                 | Пріорка                                 | 1952              | 10632       |
| Казарменна                | вул.  | Казарменна (Казармська, Києво-Казарменна, Казармена), Ватутіна, Андрющенка Григорія        | Шевченківський                              | Шулявка                                 | 2023              | 10023       |
| Калинова                  | вул.  | Слов'янська                                                                                | Шевченківський                              | Дехтярі, Нивки                          | 1955              | 10635       |
| Калиновий Ріг             | вул.  |                                                                                            | Оболонський                                 |                                         | 2014              | 12911       |
| Калиновий Ріг             | пр-д  |                                                                                            | Оболонський                                 |                                         | 2014              | 12912       |
| Калиновського Кастуся     | вул.  | Піщана, Астраханська                                                                       | Дніпровський                                | Стара Дарниця                           | 2022              | 10038       |
| Калнишевського Петра      | вул.  | Нова № 3, Майорова Михайла                                                                 | Оболонський                                 | Мінський масив                          | 2016              | 10984       |
| Кальвільна                | вул.  |                                                                                            | Подільський                                 | Нивки                                   |                   | 12001       |
| Каменярів                 | вул.  | Шевченківська                                                                              | Солом'янський                               | Совки                                   | 1955              | 10640       |
| Каменярів                 | пров. | Шевченківський                                                                             | Солом'янський                               | Совки                                   | 1955              | 10641       |
| Камінь-Каширський         | пров. | Говорова, Говорова Маршала                                                                 | Голосіївський                               | Ширма                                   | 2022              | 10338       |
| Кам'янець-Подільська      | вул.  | Нова 399-та                                                                                | Святошинський                               | Новобіличі                              | 1955              | 10643       |
| Кам'янець-Подільський     | пров. | Нова 400-та вул.                                                                           | Святошинський                               | Новобіличі                              | 1953              | 10644       |
| Кам'янська                | вул.  | Шевченка + Нова 816-та + Нова 834-та + Першого Травня + Рибальська, Дніпродзержинська      | Дарницький                                  | Харківський масив                       | 2017              | 10445       |
| Канальна                  | вул.  | Транспортна                                                                                | Дарницький                                  | Позняки                                 | 1957              | 10645       |
| Канальна 1-ша             | вул.  |                                                                                            | Дніпровський                                | Русанівські сади                        |                   | 12413       |
| Канальна 2-га             | вул.  |                                                                                            | Дніпровський                                | Русанівські сади                        |                   | 12414       |
| Канальна 3-тя             | вул.  |                                                                                            | Дніпровський                                | Русанівські сади                        |                   | 12415       |
| Канальна 4-та             | вул.  |                                                                                            | Дніпровський                                | Русанівські сади                        |                   | 12416       |
| Канальна 5-та             | вул.  |                                                                                            | Дніпровський                                | Русанівські сади                        |                   | 12417       |
| Канальна 6-та             | вул.  |                                                                                            | Дніпровський                                | Русанівські сади                        |                   | 12418       |
| Канальна 7-ма             | вул.  |                                                                                            | Дніпровський                                | Русанівські сади                        |                   | 12419       |
| Канальна 8-ма             | вул.  |                                                                                            | Дніпровський                                | Русанівські сади                        |                   | 12420       |
| Канальна 9-та             | вул.  |                                                                                            | Дніпровський                                | Русанівські сади                        |                   | 12421       |
| Канальна 10-та            | вул.  |                                                                                            | Дніпровський                                | Русанівські сади                        |                   | 12422       |
| Канальна 11-та            | вул.  |                                                                                            | Дніпровський                                | Русанівські сади                        |                   | 12423       |
| Канальна 12-та            | вул.  |                                                                                            | Дніпровський                                | Русанівські сади                        |                   | 12710       |
| Канівська                 | вул.  | Нова 252-га, Нова 719-та                                                                   | Подільський                                 | Вітряні гори, Селище Шевченка           | 1944              | 10646       |
| Капніст Марії             | вул.  | Нова «В», Желябова                                                                         | Шевченківський                              | Шулявка                                 | 2018              | 10521       |
| Караваєва Професора       | вул.  | Нова, Малозалізнична                                                                       | Солом'янський                               | Караваєві дачі                          | 1962              | 10648       |
| Караїмський               | пров. | Крюковщанська вул., Донський                                                               | Солом'янський                               | Олександрівська слобідка                | 2022              | 10470       |
| Кар'єрна                  | вул.  | Нова 434-та                                                                                | Солом'янський                               | Новокараваєві дачі                      | 1944              | 10652       |
| Кармелюка Устима          | вул.  | Нова 609-та                                                                                | Дніпровський                                | Стара Дарниця                           | 1953              | 10653       |
| Кармелюка Устима          | пров. | Нова 612-та                                                                                | Дніпровський                                | Стара Дарниця                           | 1953              | 10654       |
| Карпатська                | вул.  | Нова 432-га                                                                                | Солом'янський                               | Новокараваєві дачі                      | 1944              | 10655       |
| Карпінського Академіка    | вул.  | Олександрівська + Гоголівська                                                              | Солом'янський                               | Чоколівка                               | 1938              | 10656       |
| Касіяна Василя            | вул.  | Нова 3-тя                                                                                  | Голосіївський                               | Теремки                                 | 1977              | 10658       |
| Каунаська                 | вул.  | Нова 849-та                                                                                | Дніпровський                                | Соцмісто                                | 1957              | 10659       |
| Каховська                 | вул.  | Лісна                                                                                      | Дніпровський                                | Микільська слобідка                     | 1955              | 10660       |
| Качали Володимира         | вул.  | Нова, Качалова                                                                             | Солом'янський, Святошинський                | Відрадний, Південна Борщагівка          | 2022              | 10661       |
| Качури Якова              | вул.  | Радянська                                                                                  | Святошинський                               | Михайлівська Борщагівка                 | 1974              | 10662       |
| Качури Якова              | пров. | Радянський                                                                                 | Святошинський                               | Михайлівська Борщагівка                 | 1974              | 10663       |
| Качуровського Ігоря       | пров. | Нова 643-тя вул., Руднєва, Руднєва Миколи                                                  | Дарницький                                  | Нова Дарниця                            | 2016              | 11470       |
| Каштанова                 | вул.  |                                                                                            | Деснянський                                 | Вигурівщина-Троєщина                    | 1983              | 10664       |
| Кащенка Академіка         | вул.  | Шкільна                                                                                    | Голосіївський                               | Мишоловка                               | 1955              | 10665       |
| Квартальна                | вул.  | Нахімова                                                                                   | Деснянський                                 | Куликове                                | 2022              | 12094       |
| Квітки Климента           | вул.  | Макаренка                                                                                  | Деснянський                                 | Троєщина                                | 2022              | 10986       |
| Квітки-Основ'яненка       | вул.  | Мишоловська                                                                                | Голосіївський                               | Мишоловка                               | 1952              | 10666       |
| Квітки-Основ'яненка       | пров. | Мишоловський                                                                               | Голосіївський                               | Мишоловка                               | 1952              | 10667       |
| Квіткова                  | вул.  |                                                                                            | Дніпровський                                | Воскресенські сади                      |                   | 12448       |
| Квіткова                  | вул.  |                                                                                            | Оболонський                                 | Хутір Редькин                           |                   | 12608       |
| Квіткові луки             | вул.  |                                                                                            | Голосіївський                               | Коник                                   | 2011              | 12003       |
| Квітнева                  | вул.  |                                                                                            | Голосіївський                               | Феофанія                                | 2012              | 12102       |
| Квітнева                  | вул.  |                                                                                            | Дарницький                                  | Бортничі                                |                   | 12660       |
| Квітневий                 | пров. | Нова 71-ша вул., Кутковий                                                                  | Подільський                                 | Мостицький масив                        | 1955              | 10668       |
| Квітникарська             | вул.  | Проектна 12919                                                                             | Подільський                                 |                                         | 2018              | 12919       |
| Квітуча                   | вул.  |                                                                                            | Голосіївський                               | Пирогів                                 | 1957              | 10669       |
| Квітучий                  | пров. | Новобогоутівський + Істомінський                                                           | Шевченківський                              | Татарка                                 | 1938              | 10670       |
| Кентія Анатолія           | вул.  | Проектна 12993                                                                             | Голосіївський                               | Віта-Литовська                          | 2017              | 12993       |
| Керамічний                | пров. | Мишоловський                                                                               | Голосіївський                               | Деміївка                                | 1938              | 10672       |
| Керченська                | вул.  | Нова 496-та                                                                                | Солом'янський                               | Чоколівка                               | 1953              | 10673       |
| Керченська                | площа |                                                                                            | Деснянський, Дніпровський                   | Вигурівщина-Троєщина, Воскресенка       | 1975              | 10674       |
| Кибальчича Миколи         | вул.  | Нова, Актюбінська                                                                          | Дніпровський                                | Райдужний масив                         | 1961              | 10676       |
| Кизила Андрія             | вул.  | Проєктна 13112                                                                             | Дарницький                                  | Позняки                                 | 2019              | 13112       |
| Кизилова                  | вул.  |                                                                                            | Подільський                                 | Нивки                                   |                   | 12006       |
| Київська                  | вул.  |                                                                                            | Солом'янський                               | Жуляни                                  |                   | 10677       |
| Кирилівська               | вул.  | Плоська, Кирилівська, Фрунзе, Куренівська (част.), ім. Єжова (част.), Вишгородська (част.) | Подільський, Оболонський, Шевченківський    | Поділ, Куренівка                        | 2015              | 11785       |
| Кирило-Мефодіївська       | вул.  | Мефодіївська                                                                               | Шевченківський                              | Шулявка                                 | 1963              | 10678       |
| Китаївська                | вул.  |                                                                                            | Голосіївський                               | Китаїв                                  | 2-га пол. XIX ст. | 10682       |
| Кишинівська               | вул.  | Нова 478-ма                                                                                | Солом'янський                               | Олександрівська слобідка                | 1953              | 10683       |
| Киянівський               | пров. |                                                                                            | Шевченківський                              | Кудрявець                               | до XIX ст.        | 10684       |
| Кільцева                  | дор.  | Окружна, Велика Окружна вул. + Велика Окружна дор.                                         | Святошинський, Солом'янський, Голосіївський | Борщагівка, Жуляни, Теремки-2           | 1977              | 10686       |
| Кільцевий                 | пров. |                                                                                            | Голосіївський                               | Феофанія                                |                   | 12676       |
| Кінцева                   | вул.  | Монастирська                                                                               | Солом'янський                               | Чоколівка                               | 1955              | 10687       |
| Кіото                     | вул.  | Нова 232-га, Вищедубечанська, Малишка Андрія                                               | Деснянський                                 | Лісовий масив                           | 1972              | 10688       |
| Кіпріанова Академіка      | вул.  | Нова № 8, Пестеля Павла                                                                    | Святошинський                               | Микільська Борщагівка                   | 1977              | 10689       |
| Кірпи Георгія             | вул.  | Лінія 1-ша, Петрозаводська                                                                 | Солом'янський                               | Залізнична колонія                      | 2009              | 10694       |
| Кістяківських Родини      | вул.  | Проєктна 12967                                                                             | Голосіївський                               | Теремки                                 | 2019              | 12967       |
| Кішки Самійла             | вул.  | Нова 6-та, Конєва Маршала                                                                  | Голосіївський                               | Теремки                                 | 2022              | 10740       |
| Клавдіївська              | вул.  | Нова 389-та                                                                                | Святошинський                               | Новобіличі                              | 1944              | 10695       |
| Клеманська                | вул.  |                                                                                            | Дарницький                                  | Позняки                                 | 1957              | 10696       |
| Кленова долина            | вул.  |                                                                                            | Голосіївський                               | Коник                                   | 2011              | 12004       |
| Кленовий                  | пров. |                                                                                            | Деснянський                                 | Селище Радистів                         |                   | 12633       |
| Кленовий                  | пров. | Новий 246-й 4-й                                                                            | Печерський                                  | Звіринець, Теличка                      | 1955              | 10697       |
| Клінічна                  | вул.  |                                                                                            | Солом'янський                               | Олександрівська слобідка                | 1910-ті           | 10699       |
| Клінічний                 | пров. | Пономарівський, Семенівський                                                               | Солом'янський                               | Олександрівська слобідка                | 1938              | 10700       |
| Кловська                  | площа |                                                                                            | Печерський                                  | Клов                                    | 2021              | —           |
| Кловський                 | узвіз |                                                                                            | Печерський                                  | Печерськ, Липки                         | 1-ша пол. XIX ст. | 10701       |
| Кмитів Яр                 | вул.  |                                                                                            | Шевченківський                              | Кмитів яр                               | 1880-ті           | 10702       |
| Книшова Академіка         | вул.  | Нова 770-та, Амурська                                                                      | Голосіївський                               | Голосіїв                                | 2021              | 10018       |
| Княжий Затон              | вул.  | Житлова 1-ша                                                                               | Дарницький                                  | Осокорки                                | 1993              | 10703       |
| Кобелєва Архітектора      | вул.  | Лінія 6-та + Лінія 7-ма, Фурманова                                                         | Солом'янський                               | Залізнична колонія                      | 2016              | 11786       |
| Кобзарська                | вул.  | Нова 243-тя                                                                                | Подільський                                 | Пріорка, Селище Шевченка                | 1944              | 10704       |
| Кобзарський               | пров. | Нова 129-та вул.                                                                           | Подільський                                 | Пріорка, Селище Шевченка                | 1953              | 10705       |
| Кобилянської Ольги        | вул.  | Петрівська                                                                                 | Солом'янський                               | Олександрівська слобідка                | 1955              | 10706       |
| Кобилянської Ольги        | пров. | Петрівський                                                                                | Солом'янський                               | Олександрівська слобідка                | 1955              | 10707       |
| Ковалевської Софії        | вул.  | Нова                                                                                       | Голосіївський                               | Голосіїв                                | 1957              | 10708       |
| Ковальський               | пров. | Заводський                                                                                 | Солом'янський                               | Караваєві дачі, Шулявка                 | 1930-ті           | 10709       |
| Ковельська                | вул.  | Вітянська 2-га                                                                             | Голосіївський                               | Деміївка                                | 1955              | 10710       |
| Ковніра Степана           | вул.  | Засарайна, Засарайний пров., Аносовська, Ластовського                                      | Печерський                                  | Печерськ                                | 2016              | 10868       |
| Ковпака                   | вул.  | Болотна, Митрофанівська                                                                    | Голосіївський, Печерський                   | Нова Забудова, Саперне поле             | 1968              | 10711       |
| Ковпитська                | вул.  | Дачна 2-га                                                                                 | Деснянський                                 | Селище Радистів                         | 2020              | 12638       |
| Ковтунівський             | пров. |                                                                                            | Деснянський                                 | Троєщина                                | 2018              | 13124       |
| Кожедуба Івана            | вул.  | Кутузова                                                                                   | Деснянський                                 | Троєщина                                | 2022              | 10855       |
| Кожум'яцька               | вул.  |                                                                                            | Подільський                                 | Гончарі-Кожум'яки                       | до XIX ст.        | 10712       |
| Козаровицький             | пров. | Лермонтова 3-й                                                                             | Дарницький                                  | Бортничі                                | 2022              | 12098       |
| Козацька                  | вул.  |                                                                                            | Голосіївський                               | Деміївка, Ширма                         | XIX ст.           | 10713       |
| Козацький                 | пров. |                                                                                            | Голосіївський                               | Деміївка                                | XIX ст.           | 10714       |
| Козелецька                | вул.  | Тимофіївська                                                                               | Солом'янський                               | Відрадний                               | 1955              | 10715       |
| Козицького Пилипа         | вул.  | Нова 501-ша, Ніщинського пров.                                                             | Солом'янський                               | Першотравневий масив                    | 1961              | 10716       |
| Козловського Івана        | пров. | Новолевашовська вул., Дзержинського вул., Дзержинського пров.                              | Печерський                                  | Бессарабка, Липки                       | 1999              | 10717       |
| Козятинська               | вул.  | Нова 671-ша                                                                                | Печерський                                  | Звіринець                               | 1953              | 10718       |
| Козятинський              | пров. | Новий 671-й                                                                                | Печерський                                  | Звіринець                               | 1955              | 10719       |
| Колекторна                | вул.  | Нова                                                                                       | Дарницький                                  | Бортничі, Осокорки                      | 1957              | 10721       |
| Колекторний               | пров. | Нова вул.                                                                                  | Дарницький                                  | Бортничі                                | 1977              | 10722       |
| Коломийський              | пров. | Коломиївський                                                                              | Голосіївський                               | Голосіїв                                | 1985              | 10724       |
| Колоса Сергія             | вул.  | Леніна                                                                                     | Солом'янський                               | Жуляни                                  | 2016              | 10881       |
| Колоскова                 | вул.  | Польова                                                                                    | Солом'янський                               | Совки                                   | 1955              | 10725       |
| Кольцова                  | бул.  | Роллана Ромена (част.)                                                                     | Святошинський                               | Микільська Борщагівка                   | 1981              | 10726       |
| Комбайнерів               | вул.  | Дачна лінія 12-та                                                                          | Солом'янський                               | Караваєві дачі                          | 1955              | 10728       |
| Комбінатна                | вул.  |                                                                                            | Дніпровський                                | Микільська слобідка                     | 1959              | 10729       |
| Комерційний               | пров. | Маршака                                                                                    | Святошинський                               | Біличі                                  | 2022              | 11014       |
| Комунальна                | вул.  |                                                                                            | Голосіївський                               | Пирогів                                 | 1957              | 10736       |
| Кондратюка Юрія           | вул.  | Нова № 2                                                                                   | Оболонський                                 | Мінський масив                          | 1970              | 10738       |
| Кондукторська             | вул.  | Лінія 8-ма                                                                                 | Солом'янський                               | Батиєва гора                            | 1958              | 10739       |
| Кониського Олександра     | вул.  | Іванівська, Тургенєвська                                                                   | Шевченківський                              | Солдатська слобідка                     | 2023              | 11723       |
| Конквеста Роберта         | вул.  | Проектна 13069                                                                             | Деснянський                                 | Селище Радистів                         | 2017              | 13069       |
| Коновала Пилипа           | вул.  | Проєктна 13017                                                                             | Голосіївський, Солом'янський                | Жуляни                                  | 2019              | 13017       |
| Коновальця Євгена         | вул.  | Прозорівський шлях, Новогоспітальна + Сурикова + Володимиро-Либідська (част.), Щорса       | Печерський                                  | Нова Забудова, Черепанова гора          | 2015              | 11924       |
| Коноплянська              | вул.  |                                                                                            | Оболонський                                 | Пріорка                                 | XIX ст.           | 10741       |
| Конотопська               | вул.  | Нова 30-та                                                                                 | Голосіївський                               | Добрий Шлях                             | 1944              | 10742       |
| Конотопський              | пров. | Нова вул.                                                                                  | Голосіївський                               | Добрий Шлях                             | 1955              | 10743       |
| Конотопської битви        | площа | Нова, Волгоградська                                                                        | Деснянський                                 | Лісовий масив                           | 2022              | 10268       |
| Конституції               | площа | Дворцова, ЦВК УРСР, Жовтнева, Верховної Ради УРСР, Радянська                               | Печерський                                  | Печерськ                                | 2002              | 10744       |
| Контактна                 | вул.  |                                                                                            | Солом'янський                               | Жуляни                                  | 2015              | 12007       |
| Контрактова               | площа | Олександрівська, Червона, Контрактова, Червона                                             | Подільський                                 | Поділ                                   | 1990              | 10745       |
| Кооперативна              | вул.  |                                                                                            | Солом'янський                               | Жуляни                                  |                   | 10746       |
| Копайгородська            | вул.  | Нова 80-та, Хмільна                                                                        | Подільський                                 | Біличе поле                             | 1952              | 10747       |
| Коперника                 | вул.  | Нова 67-ма, Новоглибочицька, Коперніка                                                     | Шевченківський                              | Лук'янівка, Шулявка                     | 2021              | 10748       |
| Копиленка Олександра      | вул.  | Аптечний пров., Петрово-Могилянська, Петра Могили                                          | Печерський                                  | Печерськ                                | 1960              | 10749       |
| Копилівська               | вул.  |                                                                                            | Подільський                                 | Куренівка                               | 1840-ві           | 10750       |
| Корабельна                | вул.  | Нова                                                                                       | Оболонський                                 | Петрівка                                | 1955              | 10751       |
| Корецький                 | пров. | Нова 2-га вул., Кантемирівський                                                            | Деснянський                                 | Биківня                                 | 2022              | 10647       |
| Корінна                   | вул.  |                                                                                            | Голосіївський                               | Пирогів                                 | 1-ша пол. XX ст.  | 10752       |
| Короленківська            | вул.  | Новобульйонська                                                                            | Голосіївський                               | Нова Забудова                           | 1944              | 10753       |
| Корольова Академіка       | вул.  | Нова 5-та + Нова 9-та (проект)                                                             | Святошинський                               | Микільська Борщагівка                   | 1967              | 10754       |
| Корольова Академіка       | пр-т  |                                                                                            | Святошинський                               | Микільська Борщагівка                   | 1980-ті           | 10755       |
| Короткевича Володимира    | вул.  | Нова 270-та, Добролюбова                                                                   | Печерський                                  | Звіринець, Бусове поле                  | 2023              | 10451       |
| Коростенська              | вул.  | Нова 392-га                                                                                | Святошинський                               | Новобіличі                              | 1944              | 10756       |
| Корсунська                | вул.  | Нова 400-та                                                                                | Святошинський                               | Новобіличі                              | 1944              | 10757       |
| Корсунь-Шевченківська     | вул.  | Нова 494-та                                                                                | Солом'янський                               | Олександрівська слобідка                | 1953              | 10758       |
| Корчуватська              | вул.  | Нова 42-га                                                                                 | Голосіївський                               | Мишоловка                               | 1944              | 10759       |
| Корчуватський             | пров. | Шкільний                                                                                   | Голосіївський                               | Мишоловка                               | 1955              | 10760       |
| Косенка                   | вул.  | Лісна 2-га + Польова 2-га                                                                  | Подільський                                 | Вітряні гори, Селище Шевченка           | 1955              | 10761       |
| Косинки Григорія          | вул.  | Проектна 13072                                                                             | Деснянський                                 | Селище Радистів                         | 2017              | 13072       |
| Космічна                  | вул.  | Нова 3-тя, Космічна, Стельмаха Михайла                                                     | Дніпровський                                | Північно-Броварський масив              | 1987              | 10762       |
| Космонавтів               | площа |                                                                                            | Солом'янський                               | Чоколівка                               | 1962              | 10764       |
| Косова Сильвестра         | вул.  | Нова                                                                                       | Солом'янський                               | Жуляни                                  | 2019              | 12031       |
| Косогірний                | пров. |                                                                                            | Шевченківський                              | Кудрявець                               | 1907              | 10765       |
| Костанайська              | вул.  | Нова, Кустанайська                                                                         | Голосіївський                               | Деміївка                                | 2018              | 10853       |
| Костанайський             | пров. | Кустанайський                                                                              | Голосіївський                               | Деміївка                                | 2018              | 10854       |
| Костельна                 | вул.  | Челюскінців                                                                                | Шевченківський                              | Старий Київ                             | 1991              | 10767       |
| Костомарова Миколи        | вул.  |                                                                                            | Печерський                                  | Липки                                   | 2021              | —           |
| Костопалівська            | вул.  | Нова, Саврасова                                                                            | Солом'янський                               | Монтажник                               | 2022              | 11478       |
| Костюків Родини           | вул.  | Проектна 13094                                                                             | Оболонський                                 |                                         | 2018              | 13094       |
| Костянтинівська           | вул.  | Царекостянтинівська, Кирилівська, Костянтинівська, Шолом-Алейхема                          | Подільський                                 | Плоське, Поділ                          | 1958              | 10769       |
| Котарбінського Вільгельма | вул.  | Борщагівська, Скобелєвська, Буденівська, Кравченка Миколи                                  | Шевченківський                              | Лук'янівка                              | 2016              | 10786       |
| Котельникова Михайла      | вул.  | Південна                                                                                   | Святошинський                               | Святошин                                | 1974              | 10770       |
| Котенка Сергія            | вул.  | Суворова                                                                                   | Деснянський                                 | Троєщина                                | 2022              | 11634       |
| Котляревського            | вул.  |                                                                                            | Солом'янський                               | Жуляни                                  |                   | 10772       |
| Котляревського Івана      | бул.  | Центральний, Дарницький (част.), Праці                                                     | Дніпровський                                | Соцмісто                                | 2022              | 11356       |
| Коцюбинського             | вул.  |                                                                                            | Дарницький                                  | Бортничі                                |                   | 10776       |
| Коцюбинського             | вул.  |                                                                                            | Деснянський                                 | Вигурівщина                             |                   | 12617       |
| Коцюбинського Михайла     | вул.  | Тимофіївська + Новотимофіївська, Коцюбинського + Коцюбинського пров.                       | Шевченківський                              |                                         | 1961              | 10777       |
| Кочерги Івана             | вул.  | Житомирська 2-га                                                                           | Дарницький                                  | Позняки                                 | 1955              | 10779       |
| Кочерги Івана             | пров. |                                                                                            | Дарницький                                  | Позняки                                 | 1-ша тр. XX ст.   | 10780       |
| Кочубеївська              | вул.  | Стецька, Уборичева                                                                         | Голосіївський                               | Забайків'я                              | 1944              | 10781       |
| Кочубеївський             | пров. | Уборичева                                                                                  | Голосіївський                               | Забайків'я                              | 1944              | 10782       |
| Кошиця Олександра         | вул.  | Нова, Ахматової Ганни, Ахматової Анни                                                      | Дарницький                                  | Позняки                                 | 1991              | 10783       |
| Кошового Олега            | пров. | Нова вул.                                                                                  | Голосіївський                               | Добрий Шлях                             | 1955              | 10785       |
| Кравчука Михайла          | вул.  |                                                                                            | Дарницький                                  | Харківський масив                       | 2009              | 10787       |
| Краєвидний                | пров. |                                                                                            | Деснянський                                 | Троєщина                                | 2011              | 12119       |
| Крайній                   | пров. |                                                                                            | Деснянський                                 |                                         | 2010              | 12626       |
| Крайня                    | вул.  | Нова                                                                                       | Деснянський                                 | Куликове                                | 1957              | 10788       |
| Краківська                | вул.  | Нова, Іваново-Вознесенська                                                                 | Дніпровський                                | Соцмісто                                | 1961              | 10789       |
| Краматорська              | вул.  | Нова 768-ма                                                                                | Голосіївський                               | Ширма                                   | 1953              | 10790       |
| Краматорський             | пров. | Нова 763-тя вул., Крутогорна вул.                                                          | Голосіївський                               | Ширма                                   | 1955              | 10791       |
| Крамського Івана          | вул.  | Просіка 2-га                                                                               | Святошинський                               | Святошин                                | 1965              | 10792       |
| Красилівська              | вул.  | Нова 772-га                                                                                | Голосіївський                               | Голосіїв                                | 1957              | 10794       |
| Красицького               | вул.  | Шевченка + Нова 716-та, Сталіногірська, Сталіногорська                                     | Подільський                                 | Селище Шевченка                         | 1961              | 10795       |
| Краснова Миколи           | вул.  | Нова 61-ша + Нова 258-ма, Бородянська + Просіка 2-га                                       | Святошинський                               | Авіамістечко, Академмістечко            | 1980              | 10796       |
| Краснокутська             | вул.  | Нова 634-та                                                                                | Дніпровський                                | Стара Дарниця                           | 1953              | 10802       |
| Краснокутський            | пров. | Нова 635-та вул.                                                                           | Дніпровський                                | Стара Дарниця                           | 1953              | 10803       |
| Кременецький              | пров. | Нова вул.                                                                                  | Святошинський                               | Авіамістечко                            | 1950-ті           | 10804       |
| Кривоноса Максима         | вул.  | Шевченка                                                                                   | Солом'янський                               | Олександрівська слобідка                | 1955              | 10806       |
| Кривоноса Максима         | пров. | Нова вул.                                                                                  | Солом'янський                               | Олександрівська слобідка                | 1955              | 10807       |
| Кривоноса Петра           | площа | Нова, Героїв Підпілля                                                                      | Солом'янський                               | Солом'янка                              | 1984              | 10808       |
| Криворізька               | вул.  | Андріївський пров. (6-й)                                                                   | Голосіївський                               | Деміївка                                | 1955              | 10809       |
| Крилова                   | вул.  |                                                                                            | Дарницький                                  | Бортничі                                |                   | 10811       |
| Крилова 1-й               | пров. |                                                                                            | Дарницький                                  | Бортничі                                |                   | 12713       |
| Крилова 2-й               | пров. |                                                                                            | Дарницький                                  | Бортничі                                |                   | 12714       |
| Крилова 3-й               | пров. |                                                                                            | Дарницький                                  | Бортничі                                |                   | 12672       |
| Кримська                  | вул.  | Польова                                                                                    | Голосіївський                               | Саперна слобідка                        | 1955              | 10813       |
| Кримського Академіка      | вул.  | Бородянський пров. (част.)                                                                 | Святошинський                               | Академмістечко                          | 1970              | 10814       |
| Кринична                  | вул.  |                                                                                            | Дарницький                                  | Бортничі                                |                   | 12101       |
| Кринична                  | вул.  | Нова 167-ма                                                                                | Солом'янський                               | Совки                                   | 1953              | 10815       |
| Кричевського Федора       | вул.  | Просіка 3-тя                                                                               | Святошинський                               | Святошин                                | 1965              | 10816       |
| Кріпосний                 | пров. |                                                                                            | Печерський                                  | Липки                                   | 1869              | 10817       |
| Крістерів Родини          | вул.  | Проектна 12920                                                                             | Подільський                                 |                                         | 2018              | 12920       |
| Кропивницького            | вул.  | Новий пров., Міліцейський пров.                                                            | Печерський                                  | Бессарабка, Липки                       | 1958              | 10819       |
| Кропивницький             | пров. | Нова вул., Кіровоградський                                                                 | Голосіївський                               | Забайків'я                              | 2022              | 10692       |
| Кругла                    | вул.  | Кооперативна (5-та)                                                                        | Солом'янський                               | Совки                                   | 1955              | 10820       |
| Круглоуніверситетська     | вул.  | Університетський узвіз, Університетська вул.                                               | Печерський                                  | Бессарабка, Липки                       | 1869              | 10821       |
| Крута                     | вул.  |                                                                                            | Голосіївський                               | Пирогів                                 | 1957              | 10823       |
| Крута                     | вул.  |                                                                                            | Дарницький                                  | Бортничі                                |                   | 12100       |
| Крутий                    | узвіз | Пащенка                                                                                    | Печерський                                  | Бессарабка, Липки                       | 1869              | 10824       |
| Крутогірна                | вул.  | Ленінська                                                                                  | Солом'янський                               | Совки                                   | 1944              | 10825       |
| Крушельницького           | вул.  | Нова 1-ша                                                                                  | Святошинський                               | Біличі                                  | 1966              | 10826       |
| Крушельницької Соломії    | вул.  | Нова 2                                                                                     | Дарницький                                  | Осокорки                                | 1993              | 10827       |
| Кубанська                 | вул.  | Рощинський пров. (част.)                                                                   | Солом'янський                               | Солом'янка                              | 1955              | 10828       |
| Кубанської України        | вул.  | Поліграфічна, Жукова Маршала                                                               | Деснянський                                 | Лісовий масив                           | 2018              | 10535       |
| Кудрявська                | вул.  | Кудрявський пров. + Підвальний пров.                                                       | Шевченківський                              | Кудрявець                               | 1908              | 10830       |
| Кудрявський               | узвіз | Нова вул., Хользунова                                                                      | Шевченківський                              | Глибочиця, Кудрявець                    | 1944              | 10831       |
| Кудряшова                 | пров. | Кучмин Яр, Кучменний 2-й                                                                   | Солом'янський                               | Кучмин яр                               | 1955              | 10833       |
| Кузнецова Анатолія        | вул.  | Дмитрівський пров., Троїцький пров., Дмитрівська                                           | Подільський                                 | Куренівка                               | 2021              | 10439       |
| Кузнецова Владлена        | вул.  | Проектна 13073                                                                             | Деснянський                                 | Селище Радистів                         | 2017              | 13073       |
| Кузьми Скрябіна           | пров. | Стешенка, Бестужева, Бестужева Олександра                                                  | Подільський                                 | Вітряні гори, Селище Шевченка           | 2022              | 10087       |
| Кузьминський              | пров. |                                                                                            | Шевченківський                              | Волейків                                | 1955              | 10836       |
| Кука Василя               | пров. | Будьонного 1-й                                                                             | Дарницький                                  | Бортничі                                | 2016              | 10169       |
| Кукурудзяна               | вул.  |                                                                                            | Подільський                                 | Нивки                                   |                   | 12010       |
| Кукурудзяний              | пр-д  |                                                                                            | Подільський                                 | Нивки                                   |                   | 12011       |
| Кулібіна                  | пров. |                                                                                            | Святошинський                               | Ґалаґани                                | 1955              | 10839       |
| Куліша Пантелеймона       | вул.  | Нова 908-ма, Челябінська                                                                   | Дніпровський                                | Микільська слобідка, Лівобережний масив | 2022              | 11840       |
| Куліша Пантелеймона       | площа | Луначарського                                                                              | Дніпровський                                | Лівобережний масив                      | 2016              | 10961       |
| Кульженків Сім'ї          | вул.  | без назви «А», Дехтяренка Петра                                                            | Оболонський                                 | Оболонь, Пріорка                        | 2016              | 10412       |
| Кульчицького Генерала     | вул.  | Нова 663-тя, Матросова Олександра                                                          | Печерський                                  | Чорна гора                              | 2022              | 11023       |
| Купріна                   | вул.  | Маяковського                                                                               | Святошинський                               | Біличі                                  | 1966              | 10841       |
| Куп'янська                | вул.  | Нова 485-та                                                                                | Солом'янський                               | Монтажник                               | 1953              | 10842       |
| Куп'янський               | пров. |                                                                                            | Солом'янський                               | Монтажник                               | 1950-ті           | 10843       |
| Курбаса Леся              | пр-т  | Нова 12-ша вул. + Нова 15-та вул. + Нова 16-та вул., 50-річчя Жовтня                       | Святошинський                               | Микільська Борщагівка                   | 2007              | 10844       |
| Курганівська              | вул.  |                                                                                            | Печерський                                  | Звіринець                               | кін. ХІХ ст.      | 10845       |
| Курганівський             | пров. |                                                                                            | Печерський                                  | Звіринець                               | кін. ХІХ ст.      | 10846       |
| Куренівська               | вул.  | Троїцька, Донбаська                                                                        | Оболонський                                 | Куренівка                               | 1961              | 10847       |
| Куренівський              | пров. | Луговий, Донбаський                                                                        | Оболонський                                 | Куренівка                               | 1963              | 10848       |
| Курило Олени              | вул.  | Проектна 12916                                                                             | Святошинський                               |                                         | 2018              | 12916       |
| Куричівська               | вул.  | Дачна 1-ша                                                                                 | Деснянський                                 | Селище Радистів                         | 2020              | 12637       |
| Курінного Олексія         | вул.  | Маркса Карла                                                                               | Деснянський                                 | Троєщина                                | 2022              | 11010       |
| Курінного Петра           | вул.  | Рикова Комісара                                                                            | Святошинський                               | Микільська Борщагівка                   | 2016              | 11439       |
| Курортна                  | вул.  | Тургенєвська                                                                               | Оболонський                                 | Пуща-Водиця                             | 1955              | 10850       |
| Кутова                    | вул.  |                                                                                            | Солом'янський                               | Жуляни                                  | 2015              | 12687       |
| Кутова                    | вул.  |                                                                                            | Шевченківський                              | Нивки                                   |                   | 12110       |
| Кутовий                   | пров. |                                                                                            | Деснянський                                 | Троєщина                                |                   | 12715       |
| Кухаря Академіка          | вул.  | Нова 912-та, Мурманська                                                                    | Деснянський                                 | Лісовий масив                           | 2022              | 11111       |
| Кучанський                | пров. |                                                                                            | Деснянський                                 | Троєщина                                |                   | 12804       |
| Кучера Василя             | вул.  | Вулиця 2-га                                                                                | Святошинський                               | Микільська Борщагівка                   | 1967              | 10858       |
| Кучмин Яр                 | вул.  | Кучмин Яр пров., Кучмин (1-й) пров., Маркелова пров., Краснодонська                        | Солом'янський                               | Кучмин яр                               | 2017              | 10800       |
| Кучмин Яр                 | пров. | Кучмин Яр (2-й), Краснодонський                                                            | Солом'янський                               | Кучмин яр                               | 2017              | 10801       |

## Зниклі вулиці
| Назва                   | Тип   | Район                    | Місцевість                 | Рік зникнення | Примітка                                                                   |
| ----------------------- | ----- | ------------------------ | -------------------------- | ------------- | -------------------------------------------------------------------------- |
| Кавчукова               | вул.  | Подільський              |                            | 1977          |                                                                            |
| Кагарлицька             | вул.  | Жовтневий Ленінградський | Новобіличі                 | 1961 1977     | до 1953 року — 405-та Нова вулиця                                          |
| Кагарлицький            | пров. | Жовтневий                |                            | 1977          |                                                                            |
| Казанський              | пров. | Подільський              | Пріорка                    | 1980-ті       |                                                                            |
| Калинівська             | вул.  | Дарницький               | Село Шевченка              | 1980-ті       |                                                                            |
| Калиновицька            | вул.  | Жовтневий                | Відрадний                  | 1961          |                                                                            |
| Калініна                | вул.  | Дніпровський             | Вигурівщина                | 1981          |                                                                            |
| Каменецька              | вул.  | Московський              |                            | 1977          |                                                                            |
| Камишинська             | вул.  | Дніпровський             | Микільська слобідка        | 1977          |                                                                            |
| Камський                | пров. | Московський              | Забайків'я                 | 1970-ті       |                                                                            |
| Камчатська              | вул.  | Дарницький               | Воскресенська слобідка     | 1961          |                                                                            |
| Капітанівський          | пров. | Ленінградський           | Святошин                   | 1977          |                                                                            |
| Карамзіна               | вул.  | Дарницький               | Село Шевченка              | 1980-ті       |                                                                            |
| Карелівська             | вул.  | Подільський              | Селище Шевченка            | 1977          |                                                                            |
| Кареловецька            | вул.  | Дарницький               | Село Шевченка              | 1977          |                                                                            |
| Карпенка-Карого         | вул.  | Дарницький               | Нові Позняки               | 1980-ті       |                                                                            |
| Каспійська              | вул.  | Дніпровський             | Микільська слобідка        | 1978          | існує як проїзд без назви, на деяких картах підписана                      |
| Каспійська              | вул.  | Радянський               | Нивки                      | 1977          |                                                                            |
| Каховський              | пров. | Дніпровський             | Микільська слобідка        | 1980-ті       |                                                                            |
| Качури Якова            | вул.  | Шевченківський           |                            | 1974          |                                                                            |
| Каширська               | вул.  | Дніпровський             | Північно-Броварський масив | 1978          |                                                                            |
| Квітко-Основ'яненко     | вул.  | Печерський               | Верхня Теличка             | 1977          |                                                                            |
| Квітнева                | вул.  | Подільський              | Пріорка                    | 1980-ті       |                                                                            |
| Квітникарська           | вул.  | Подільський              | Вітряні гори               | 1980-ті       |                                                                            |
| Кемеровська             | вул.  | Дніпровський             | Воскресенська слобідка     | 1977          |                                                                            |
| Кибальчича (Кібальчича) | вул.  | Московський              |                            | 1961 1977     |                                                                            |
| Київська                | вул.  | Дарницький               | Труханів острів            | 1943          |                                                                            |
| Київська                | вул.  | Дніпровський             | Вигурівщина                | 1984          |                                                                            |
| Київський               | пров. | Московський              |                            | 1977          |                                                                            |
| Кирило-Мефодіївська     | вул.  | Подільський              | Селище Шевченка            | 1977          |                                                                            |
| Китаївський             | пров. | Московський              | Китаїв                     | 1980-ті       |                                                                            |
| Кільцева                | вул.  | Московський              |                            | 1977          |                                                                            |
| Кіпріанова Академіка    | вул.  | Залізничний              | Першотравневий масив       | 1977          | до 1976 року — Курський провулок                                           |
| Кленовий                | пров. | Подільський              |                            | 1977          |                                                                            |
| Клечаний                | пров. | Подільський              |                            | 1977          |                                                                            |
| Кловський               | пров. | Печерський               | Печерськ                   | 1977          |                                                                            |
| Клубна                  | вул.  | Жовтневий                | Караваєві дачі             | 1980-ті       |                                                                            |
| Кмитів                  | пров. | Шевченківський           | Татарка, Кмитів яр         | 1977          |                                                                            |
| Кмитів                  | тупик | Шевченківський           | Татарка, Кмитів яр         | 1980-ті       |                                                                            |
| Кмитів                  | узв.  | Шевченківський           | Татарка, Кмитів яр         | 1977          |                                                                            |
| Кобринська              | вул.  | Дніпровський             | Соцмісто                   | 1980-ті       | промзона                                                                   |
| Ковальчук Олени         | вул.  | Дарницький               | Старі Позняки              | 1980-ті       | до 1963 року — вулиця Передовиків                                          |
| Ковальчук Олени         | пров. | Дарницький               | Старі Позняки              | 1980-ті       | до 1963 року — провулок Передовиків                                        |
| Ковельський             | пров. | Московський              | Деміївка                   | 1980-ті       |                                                                            |
| Ковніра Степана         | вул.  | Печерський               | Звіринець                  | 1980-ті       | тепер територія Печерського парку                                          |
| Кожевенна               | вул.  | Подільський              | Куренівка                  | сер. XX ст.   |                                                                            |
| Колгоспна               | вул.  | Дарницький               | Нові Позняки               | 1980-ті       |                                                                            |
| Колгоспний              | пров. | Дарницький               | Нові Позняки               | 1980-ті       |                                                                            |
| Коллонтай               | пров. | Ленінградський           | Біличі                     | 1980-ті       |                                                                            |
| Коломийська             | вул.  | Московський              | Голосіїв                   | 1990-ті       | до 1985 року — Коломіївська (Коломиївська). Нині у складі Сумської вулиці. |
| Колявіна                | вул.  | Подільський              |                            | 1977          |                                                                            |
| Комсомольська           | вул.  | Печерський               |                            | 1974          |                                                                            |
| Комсомольська           | вул.  | Шевченківський           | Євбаз                      | 1970-ті       | попередні назви — Маріїнський проїзд, Комсомольський провулок              |
| Конечний                | пров. | Печерський               | Верхня Теличка             | 1977          |                                                                            |
| Конотопська             | вул.  | Дарницький               | Труханів острів            | 1943          |                                                                            |
| Конторська              | вул.  | Дарницький               | Труханів острів            | 1943          |                                                                            |
| Кооперації              | вул.  | Залізничний              | Чоколівка                  | 1970-ті       | існує як безіменний проїзд                                                 |
| Корольової Гулі         | вул.  | Жовтневий                | Казенні дачі               | 1980-ті       |                                                                            |
| Коростишівська          | вул.  | Подільський              | Пріорка                    | 1980-ті       |                                                                            |
| Коростишівський         | пров. | Подільський              | Пріорка                    | 1980-ті       |                                                                            |
| Коротка                 | вул.  | Дніпровський             | Куликове                   | 1977          |                                                                            |
| Короткий                | пров. | Подільський              | Вітряні гори               | 1961          | до 1944 року — 277-ма Нова вулиця                                          |
| Короткий                | пров. | Московський              | Деміївка                   | 1970-ті       |                                                                            |
| Космодем'янської        | вул.  | Дніпровський             | Вигурівщина                | 1984          |                                                                            |
| Космонавтів             | вул.  | Дніпровський             | Вигурівщина                | 1984          |                                                                            |
| Котика Валі             | пров. | Ленінградський           | Біличі                     | 1980-ті       |                                                                            |
| Котляревського          | вул.  | Залізничний              | Чоколівка                  | 1980-ті       |                                                                            |
| Котовського             | вул.  | Дніпровський             | Вигурівщина                | 1983          |                                                                            |
| Котовського             | пров. | Московський              |                            | 1987          |                                                                            |
| Коцюбинського           | вул.  | Дніпровський             | Вигурівщина                | 1983          |                                                                            |
| Кошового                | вул.  | Дніпровський             | Вигурівщина                | 1984          |                                                                            |
| Кошового Маршала        | вул.  | Московський              | Теремки                    | 1990          | приєднано до проспекту Академіка Глушкова                                  |
| Краєвидна               | вул.  | Дніпровський             | Воскресенська слобідка     | 1980-ті       | назва з 1955 року                                                          |
| Краєвидний              | пров. | Дніпровський             | Воскресенська слобідка     | 1978          |                                                                            |
| Крайній                 | пров. | Дніпровський             | Куликове                   | 1980-ті       |                                                                            |
| Крамського              | вул.  | Московський              |                            | 1961          |                                                                            |
| Краснолуцька            | вул.  | Дарницький               | Нові Позняки               | 2000-ні       |                                                                            |
| Краснолуцький           | пров. | Дарницький               | Нові Позняки               | 2000-ні       |                                                                            |
| Красноярська            | вул.  | Дарницький               | Куликове                   | 1961          |                                                                            |
| Красноярський           | пров. | Дніпровський             | Куликове                   | 1977          |                                                                            |
| Крейсера «Аврора»       | вул.  | Дніпровський             | Микільська слобідка        | 1977          |                                                                            |
| Крейсера «Аврора»       | пров. | Дніпровський             | Микільська слобідка        | 1977          |                                                                            |
| Кривий                  | пров. | Дарницький               | Передмостова слобідка      |               |                                                                            |
| Кривоносівська          | вул.  | Подільський              |                            | 1977          |                                                                            |
| Криворізький            | пров. | Московський              | Деміївка                   | 1970-ті       |                                                                            |
| Кримський               | пров. | Московський              | Саперна слобідка           | 1970-ті       |                                                                            |
| Криничний               | пров. | Залізничний              | Совки                      | 1980-ті       | приєднаний до Криничної вулиці                                             |
| Кролевецька             | вул.  | Подільський              | Вітряні гори               | 1980-ті       |                                                                            |
| Кронштадтський          | пров. | Дарницький               | Село Шевченка              | 1980-ті       |                                                                            |
| Кропив'янського         | вул.  | Ленінградський           | Біличі                     | 1980-ті       |                                                                            |
| Крупської               | вул.  |                          | Вигурівщина                | 1982          |                                                                            |
| Крутогірний             | пров. | Залізничний              | Совки                      | 1981          |                                                                            |
| Кузьминський            | пров. | Шевченківський           | Волейків                   | 1981          | існує як проїзд без назви, на найсучасніших картах підписаний              |
| Куликовська             | вул.  | Дніпровський             | Куликове                   | 1980-ті       |                                                                            |
| Куликовський            | пров. | Дніпровський             | Куликове                   | 1980-ті       |                                                                            |
| Кутова                  | вул.  | Ленінградський           | Святошин                   | 1970-ті       |                                                                            |
| Кухарська               | вул.  | Дарницький               | Село Шевченка              | 1980-ті       |                                                                            |

## Перейменовані вулиці
| Стара назва                              | Нова назва                        | Район                                     | Дата перейменування | Сучасна назва                               |
| ---------------------------------------- | --------------------------------- | ----------------------------------------- | ------------------- | ------------------------------------------- |
| Каблукова Академіка                      | Скакуна Віталія                   | Солом'янський                             | 2022                | Скакуна Віталія                             |
| Кагатна                                  | Сім'ї Хохлових                    | Шевченківський                            | 1971                | Джонса Ґарета                               |
| Кадетська                                | Фундуклеївська                    | Старокиївська частина                     | 1869                | Хмельницького Богдана                       |
| Кадетське шосе                           | Повітрофлотське шосе              |                                           | 1923                | Повітрофлотський пр-т, Чорновола В'ячеслава |
| Кадетське шосе                           | Повітрофлотське шосе              | Жовтневий                                 | 1944                | Повітрофлотський пр-т, Чорновола В'ячеслава |
| Кадетський пров.                         | Гоголівська                       | Бульварна дільниця, Лук'янівська дільниця | 1902                | Гоголівська                                 |
| Казармена                                | Ватутіна                          | Жовтневий                                 | 1955                | Казарменна                                  |
| Казармений 2-й пров.                     | Бакинська                         | Подільський                               | 1955                | Бакинська                                   |
| Казармений пров. + Ново-Казармений пров. | Рилєєва                           | Подільський                               | 1955                | Рилєєва                                     |
| Кайсарова                                | Холодноярська                     | Голосіївський, Солом'янський              | 2022                | Холодноярська                               |
| Калачівська                              | Слобожанська                      | Дніпровський                              | 2022                | Слобожанська                                |
| Калинова                                 | Богомазова Олександра             | Солом'янський                             | 2019                | Богомазова Олександра                       |
| Калініна                                 | Бонч-Бруєвича                     | Жовтневий                                 | 1966                | Володимира Дурдуківського                   |
| Калініна                                 | Вуликова                          | Дарницький                                | 2015                | Вуликова                                    |
| Калініна                                 | Гарібальді                        | Жовтневий                                 | 1965                | Юрія Клена                                  |
| Калініна                                 | Калінінська                       | Жовтневий                                 | 1965                | Юрія Клена                                  |
| Калініна                                 | Софіївська                        | Ленінський, Печерський                    | 1990                | Софіївська                                  |
| Калініна пл.                             | Михайлівська пл.                  | Шевченківський                            | 1991                | Михайлівська пл.                            |
| Калініна пл.                             | Жовтневої революції ім. пл.       | Печерський                                | 1977                | Незалежності Майдан                         |
| Калініна пров.                           | Бонч-Бруєвича пров.               | Жовтневий                                 | 1966                | Дубровського Віктора пров.                  |
| Калінінська                              | Юрія Клена                        | Святошинський                             | 2016                | Юрія Клена                                  |
| Калінінградська                          | Гладківська                       | Солом'янський                             | 2015                | Гладківська                                 |
| Каменева С. С. (кол. Арсенальна)         | Щорса ім.                         | Кіровський                                | 1937                | Острозьких Князів                           |
| Каменєва Командарма                      | Болбочана Петра                   | Печерський                                | 2015                | Болбочана Петра                             |
| Камишинська                              | Покільська                        | Голосіївський                             | 2022                | Покільська                                  |
| Камська                                  | Грінченка Миколи                  | Московський                               | 1961                | Грінченка Миколи                            |
| Канівський пров.                         | Звонкова                          | Подільський                               | 1958                | ліквідована                                 |
| Кантемирівський пров.                    | Корецький пров.                   | Деснянський                               | 2022                | Корецький пров.                             |
| Капітанська                              | Доброхотова Академіка             | Радянський                                | 1970                | Доброхотова Академіка                       |
| Караваївська                             | Толстого ім.                      |                                           | 1920                | Скоропадського Павла Гетьмана               |
| Карбишева Генерала                       | Бекешкіної Ірини                  | Дніпровський                              | 2022                | Бекешкіної Ірини                            |
| Кареловська                              | Долинського Луки                  | Подільський                               | 2022                | Долинського Луки                            |
| Карело-Фінська (Карельська)              | Лебедєва Миколи                   | Дарницький                                | 1961                | Поправки Юрія                               |
| Карело-Фінський пров.                    | Карельський пров.                 | Дарницький                                | 1961                | Фінський пров.                              |
| Карельський пров.                        | Фінський пров.                    | Деснянський, Дніпровський                 | 2022                | Фінський пров.                              |
| Карівська                                | Сковороди Григорія                | Кагановичський                            | 1955                | Феодосійська                                |
| Карівський пров.                         | Сковороди Григорія пров.          | Кагановичський                            | 1955                | Феодосійський пров.                         |
| Каркоця Петра                            | Нагірна                           | Шевченківський                            | 1991                | Нагірна                                     |
| Картвелішвілі                            | Покотила Володимира               | Святошинський                             | 2015                | Покотила Володимира                         |
| Катеринівська                            | Люксембург Рози                   | Печерський                                | 1944                | Липська                                     |
| Катеринівська (1-ша поперечна)           | Герасименка Костя                 | Жовтневий                                 | 1961                | Герасименка Костянтина                      |
| Катеринівська (2-га поперечна)           | Максимовича                       | Жовтневий                                 | 1961                | Максимовича                                 |
| Катеринівська (3-тя поперечна)           | Чалого Михайла                    | Жовтневий                                 | 1961                | Чалого Михайла                              |
| Катеринівський                           | Фонвізінський пров.               | Молотовський                              | 1939                | Тропініна пров.                             |
| Катеринівський                           | Тропініна пров.                   | Молотовський                              | 1955                | Тропініна пров.                             |
| Катеринославська                         | Даніліна                          | Петрівський                               | 1938                | ліквідовано                                 |
| Качалова                                 | Качали Володимира                 | Солом'янський, Святошинський              | 2022                | Качали Володимира                           |
| Кемеровська                              | Апостола Данила Гетьмана          | Оболонський                               | 2022                | Апостола Данила Гетьмана                    |
| Керосінна                                | Шелуденко                         | Жовтневий                                 | 1957                | Шолуденка                                   |
| Кецховелі Ладо                           | Воздвиженська                     | Подільський                               | 1984                | Воздвиженська                               |
| Кецховелі Ладо                           | Чкалова ім.                       | Сталінський                               | 1939                | Гончара Олеся                               |
| Кецховелі Ладо пров.                     | Воздвиженський пров.              | Подільський                               | 2018                | Воздвиженський пров.                        |
| Київська                                 | Чебишева                          | Дарницький                                | 1955                | ліквідовано                                 |
| Київська (2-га)                          | Даргомижського                    | Ленінградський                            | 1974                | ліквідовано                                 |
| Кинь-Грусть пл.                          | Шевченка Тараса пл.               | Подільський                               | 1959                | Шевченка Тараса пл.                         |
| Кирилівська                              | Фрунзе                            | Петрівський                               | 1930, не пізніше    | Кирилівська                                 |
| Кирилівська                              | Фрунзе                            | Подільський                               | 1944                | Кирилівська                                 |
| Кирпоноса                                | Петріва Всеволода                 | Святошинський                             | 2022                | Петріва Всеволода                           |
| Кисловодська                             | Миргородська                      | Деснянський                               | 2022                | Миргородська                                |
| Кисловодський пров.                      | Моршинський пров.                 | Деснянський                               | 2022                | Моршинський пров.                           |
| Кисловодський пров. + Нова               | Краківська                        | Дарницький                                | 1958                | Радистів                                    |
| Кіквідзе                                 | Бойчука Михайла                   | Печерський                                | 2017                | Бойчука Михайла                             |
| Кірова (част.)                           | Жданова                           | Подільський                               | 1955                | Сагайдачного Петра                          |
| Кірова (част.)                           | Володимирський спуск              | Подільський                               | 1944                | Володимирський узвіз                        |
| Кірова                                   | Грушевського Михайла              | Печерський                                | 1991                | Грушевського Михайла                        |
| Кірова                                   | Антонова-Овсієнка                 | Жовтневий                                 | 1965                | Старицької-Черняхівської                    |
| Кірова                                   | Сабодана Володимира Митрополита   | Деснянський                               | 2016                | Сабодана Володимира Митрополита             |
| Кірова (2-га)                            | Мостовий пров.                    | Кагановичський                            | 1955                | Мостовий пров.                              |
| Кіровоградська                           | Брожка Володимира                 | Голосіївський, Солом'янський              | 2018                | Брожка Володимира                           |
| Кіровоградський пров.                    | Кропивницький пров.               | Голосіївський                             | 2022                | Кропивницький пров.                         |
| Кіровська                                | Старицької-Черняхівської          | Святошинський                             | 2018                | Старицької-Черняхівської                    |
| Кладовищенська                           | Аврори                            | Дарницький                                | 1955                | ліквідовано                                 |
| Кладовищенський пров.                    | Валківська                        | Подільський                               | 1955                | Валківська                                  |
| Кладовищенський пров.                    | Короткий пров.                    | Московський                               | 1961                | ліквідовано                                 |
| Клейгельсівський пров.                   | Декабристів вул.                  |                                           | 1926                | ліквідовано                                 |
| Клименка Івана                           | Преображенська                    | Солом'янський                             | 2014                | Преображенська                              |
| Клінічний 2-й пров.                      | Таллінська                        | Залізничний                               | 1955                | ліквідовано                                 |
| Кловська                                 | Гусовського                       | Печерський                                | 1985                | Гусовського                                 |
| Кловський бул.                           | Мечнікова                         | Кіровський                                | 1938                | Мечникова                                   |
| Кловський бул.                           | Мечникова                         | Печерський                                | 1944                | Мечникова                                   |
| Кловський ІІ зав.                        | Чекістів                          | Кіровський                                | 1940                | Орлика Пилипа                               |
| Ключева + Середньо-Залізнична            | Середнє-Залізнична                | Жовтневий                                 | 1958                | Тутковського Академіка                      |
| Кмитів Яр пров.                          | Половецький пров.                 | Молотовський                              | 1958                | ліквідовано                                 |
| Кожевений 2-й пров.                      | Марка Вовчка пров.                | Подільський                               | 1955                | ліквідовано                                 |
| Козиноболотна                            | Хрещатицький пров.                | Старокиївська дільниця                    | 1894                | Шевченка Тараса пров.                       |
| Козловська                               | Паркова дорога                    | Печерський                                | 1963                | Паркова дорога                              |
| Колективізації                           | Мейса Джеймса                     | Солом'янський                             | 2016                | Мейса Джеймса                               |
| Коллонтай                                | Яворницького Дмитра               | Святошинський                             | 2016                | Яворницького Дмитра                         |
| Коломиївська                             | Коломийська                       | Московський                               | 1985                | Сумська                                     |
| Коломиївський пров.                      | Коломийський пров.                | Московський                               | 1985                | Коломийський пров.                          |
| Колоскова                                | Ждановича Антіна                  | Солом'янський                             | 2019                | Ждановича Антіна                            |
| Комарова Космонавта пр-т                 | Гузара Любомира                   | Солом'янський                             | 2019                | Гузара Любомира                             |
| Комерційний пров.                        | Бєлінського Чеслава пров.         |                                           | 1926                | Горської Алли пров.                         |
| Комінтерну                               | Петлюри Симона                    | Шевченківський                            | 2009                | Петлюри Симона                              |
| Комінтерну                               | Хвойна                            | Дарницький                                | 2015                | Хвойна                                      |
| Комінтерну 1-й пров.                     | Солодкий пров.                    | Дарницький                                | 2015                | Солодкий пров.                              |
| Комінтерну 2-й пров.                     | Бджолиний пров.                   | Дарницький                                | 2015                | Бджолиний пров.                             |
| Комінтерну 3-й пров.                     | Лозовий пров.                     | Дарницький                                | 2015                | Лозовий пров.                               |
| Комісіатська                             | Батюка Якова                      | Московський                               | 1965                | ліквідована                                 |
| Комісіатський пров.                      | Батюка Якова пров.                | Московський                               | 1965                | ліквідовано                                 |
| Комсомольська                            | Букіної Раїси                     | Жовтневий                                 | 1966                | Букіної Раїси                               |
| Комсомольська                            | Камишинська                       | Печерський                                | 1977                | Покільська                                  |
| Комсомольська                            | Миропільська                      | Дніпровський                              | 1993                | Миропільська                                |
| Комсомольська                            | Нектарна                          | Дарницький                                | 2015                | Нектарна                                    |
| Комсомольська                            | Потоцького Павла                  | Солом'янський                             | 2016                | Потоцького Павла                            |
| Комсомольська (2-га)                     | Любарський пров.                  | Дарницький                                | 1955                | Любарський пров.                            |
| Комсомольська (3-тя)                     | Сімферопольська                   | Дарницький                                | 1955                | Сімферопольська                             |
| Комсомольська (4-та)                     | Воронізька                        | Дарницький                                | 1955                | ліквідовано                                 |
| Комсомольська пл.                        | Автовокзальна пл.                 | Московський                               | 1961                | Деміївська площа                            |
| Комсомольський пров.                     | Букіної Раїси пров.               | Жовтневий                                 | 1966                | Букіної Раїси пров.                         |
| Комсомольський пров.                     | Воронізький пров.                 | Дарницький                                | 1955                | ліквідовано                                 |
| Комсомольський пров.                     | Прополісний пров.                 | Дарницький                                | 2015                | Прополісний пров.                           |
| Коноплянський пров.                      | Радомишльська                     | Подільський                               | 1955                | Радомишльська                               |
| Комуністична                             | Орджонікідзе                      | Ленінський                                | 1936, 1938, 1944    | Банкова                                     |
| Комуністична                             | Паустовського                     | Жовтневий                                 | 1968                | Паустовського                               |
| Комуністична                             | Трипільська                       | Дарницький                                | 2016                | Трипільська                                 |
| Конєва Маршала                           | Кішки Самійла                     | Голосіївський                             | 2022                | Кішки Самійла                               |
| Контрактова пл.                          | Червона пл.                       | Подільський                               | 1952                | Контрактова пл.                             |
| Кооперативна (2-га) + Центральна         | Осокорська                        | Дарницький                                | 1955                | Осокорська                                  |
| Кооперативна (3-тя)                      | Ялтинська                         | Дарницький                                | 1955                | Ялтинська                                   |
| Кооперативна (4-та)                      | Краснолуцька                      | Дарницький                                | 1955                | ліквідовано                                 |
| Кооперативна (5-та)                      | Кругла                            | Кагановичський                            | 1955                | Кругла                                      |
| Кооперативна (6-та)                      | Бредіхіна                         | Дарницький                                | 1955                | ліквідовано                                 |
| Коперніка                                | Коперника                         | Шевченківський                            | 2021                | Коперника                                   |
| Корнійчука Олександра пр-т               | Оболонський пр-т                  | Мінський                                  | 1993                | Оболонський пр-т                            |
| Короленка                                | Володимирська                     | Ленінський                                | 1944                | Володимирська                               |
| Короленко (2-га)                         | Дегтярьова                        | Дарницький                                | 1955                | ліквідовано                                 |
| Корольова Академіка (2-га част.)         | Микільсько-Борщагівська           | Ленінградський                            | 1981                | Героїв Космосу                              |
| Коротка                                  | Трутенка                          | Московський                               | 1990                | Максимовича Михайла                         |
| Коротченка Дем'яна                       | Теліги Олени                      | Шевченківський, Подільський               | 1993                | Теліги Олени                                |
| Косіора                                  | Чорновола Вячеслава               | Радянський, Шевченківський                | 2000                | Чорновола В'ячеслава                        |
| Косіора                                  | Чорновола В'ячеслава              | Радянський, Шевченківський                | 2000                | Чорновола В'ячеслава                        |
| Космодем'янської Зої                     | Галечко Софії                     | Солом'янський                             | 2022                | Галечко Софії                               |
| Косой пров. + 112-та Нова                | Мінська                           | Подільський                               | 1955                | Мінська                                     |
| Костичева Академіка                      | Балінського Професора             | Голосіївський                             | 2022                | Балінського Професора                       |
| Костьольна                               | Челюскінців                       | Печерський                                | 1934, 1944          | Костельна                                   |
| Костюка                                  | Ейхельмана Професора              | Святошинський                             | 2021                | Ейхельмана Професора                        |
| Костянтинівська                          | Шолом-Алейхема                    |                                           | 1926                | Костянтинівська                             |
| Костянтинівська                          | Шолом-Алейхема                    | Подільський                               | 1944                | Костянтинівська                             |
| Костянтинівська                          | Межигірська                       | Подільська частина, Плоська частина       | 1869                | Межигірська                                 |
| Костянтинівська (2-га)                   | Радіщева                          | Жовтневий                                 | 1955                | Волноваська                                 |
| Костянтинівський (2-й) пров.             | Криворізький                      | Кагановичський                            | 1955                | ліквідовано                                 |
| Котика Валі                              | Віденська                         | Святошинський                             | 2022                | Віденська                                   |
| Котовського                              | Риночний пров.                    | Жовтневий                                 | 1963                | Ринковий пров.                              |
| Котовського                              | Пасічна                           | Дарницький                                | 2015                | Пасічна                                     |
| Котовського                              | Сальського Володимира             | Шевченківський, Подільський               | 2017                | Сальського Володимира                       |
| Котовського 2-га                         | Псковська                         | Кагановичський                            | 1955                | Почаївська                                  |
| Котовського 3-тя                         | Заслонова                         | Дарницький                                | 1955                | Заслонова Костянтина                        |
| Котовського 4-та                         | Активістів                        | Дарницький                                | 1955                | Тепловозна                                  |
| Котовського 5-та                         | Волзький пров.                    | Кагановичський                            | 1955                | Гайдамацький пров.                          |
| Котовського пров.                        | Гречаний пров.                    | Дарницький                                | 2015                | Гречаний пров.                              |
| Коцюбинського                            | Коцюбинського Михайла (част.)     | Сталінський                               | 1961                | Коцюбинського Михайла                       |
| Коцюбинського 2-га                       | Бучанська                         | Жовтневий                                 | 1955                | Бучанська                                   |
| Коцюбинського Юрія                       | Винниченка Володимира             | Шевченківський                            | 2015                | Винниченка Володимира                       |
| Коцюбинського пров.                      | Бучанський пров.                  | Жовтневий                                 | 1955                | ліквідовано                                 |
| Коцюбинського пров.                      | Коцюбинського Михайла (част.)     | Сталінський                               | 1961                | Коцюбинського Михайла                       |
| Кошицький пров.                          | Казанська вул.                    | Подільський                               | 1952                | Казанська                                   |
| Кошового Маршала                         | Казанська вул.                    | Московський                               | 1990                | Глушкова Академіка пр-т                     |
| Кошового Олега                           | Горяна                            | Голосіївський                             | 2023                | Горяна                                      |
| КП пл.                                   | Ленінградська пл.                 | Дарницький                                | 1958                | Дарницька пл.                               |
| Кравченка Миколи                         | Котарбінського Вільгельма         | Шевченківський                            | 2016                | Котарбінського Вільгельма                   |
| Краківська                               | Радистів                          | Дарницький                                | 1961                | Радистів                                    |
| Красикова Петра                          | Проценко Людмили                  | Солом'янський                             | 2016                | Проценко Людмили                            |
| Красноводська                            | Хотинська                         | Подільський                               | 2017                | Хотинська                                   |
| Красноводський пров.                     | Голубиний пров                    | Подільський                               | 2023                | Голубиний                                   |
| Краснодарська                            | Меїр Ґолди                        | Шевченківський                            | 2022                | Меїр Ґолди                                  |
| Краснодонська                            | Кучмин Яр                         | Солом'янський                             | 2017                | Кучмин Яр                                   |
| Краснодонський пров.                     | Кучмин Яр пров.                   | Солом'янський                             | 2017                | Кучмин Яр пров.                             |
| Крейцберга                               | Фабрична                          | Жовтневий                                 | 1944                | Ісаакяна                                    |
| Крейсера «Аврора»                        | Луценка Дмитра                    | Голосіївський                             | 2013                | Луценка Дмитра                              |
| Крейсера «Аврора»                        | Арендт Ганни                      | Солом'янський                             | 2019                | Арендт Ганни                                |
| Крейсера «Аврора» пров.                  | Ерастова Степана пров.            | Солом'янський                             | 2019                | Ерастова Степана пров.                      |
| Кременецька                              | Вітрука Генерала                  | Ленінградський                            | 1976                | Авіаконструкторська                         |
| Кржижановського Академіка                | Пріцака Омеляна                   | Святошинський                             | 2022                | Пріцака Омеляна                             |
| Кривий пров.                             | Пролетарський пров.               | Жовтневий                                 | 1944                | ліквідовано                                 |
| Криленка                                 | Береста Олексія                   | Святошинський                             | 2015                | Береста Олексія                             |
| Криловський пров.                        | Зарудного Івана Архітектора пров. | Шевченківський                            | 2022                | Зарудного Івана Архітектора пров.           |
| Кронштадтська                            | Рибака Володимира                 | Дарницький                                | 2022                | Рибака Володимира                           |
| Кропивницького                           | Салават Юлаєва                    | Московський                               | 1958                | Юлаєва Салавата                             |
| Кропивницького пров.                     | Хортицький пров.                  | Московський                               | 1958                | Хортицький                                  |
| Крупської                                | Коллонтай                         | Жовтневий                                 | 1966                | Яворницького Дмитра                         |
| Крупської                                | Чубинського Павла                 | Дарницький                                | 2015                | Чубинського Павла                           |
| Крупської (2-га)                         | Поліський пров.                   | Дарницький                                | 1955                |                                             |
| Крупської пров.                          | Коллонтай                         | Жовтневий                                 | 1966                | Коллонтай пров.                             |
| Крутий пров.                             | Красікова Петра                   | Залізничний                               | 1963                | Проценко Людмили                            |
| Крюковщанська                            | Донський пров.                    | Залізничний                               | 1952                | Караїмський пров.                           |
| Кудрі Івана                              | Маккейна Джона                    | Печерський                                | 2019                | Маккейна Джона                              |
| Кудрявська                               | Полтавська                        | Лук'янівська дільниця                     | 1908                | Полтавська                                  |
| Кудрявський пров. + Підвальний пров.     | Кудрявська                        | Лук'янівська дільниця                     | 1908                | Кудрявська                                  |
| Кудряшова                                | Мокра                             | Солом'янський                             | 2023                | Мокра                                       |
| Кузбаська                                | Латвійська                        | Деснянський                               | 2022                | Латвійська                                  |
| Кузбаський пров.                         | Токмацький пров.                  | Деснянський                               | 2022                | Токмацький пров.                            |
| Кузнечна                                 | Пролетарська                      |                                           | 1919                | Антоновича                                  |
| Кузнєцова Миколи                         | Бабія Олеся                       | Святошинський                             | 2021                | Бабія Олеся                                 |
| Кузьминська                              | Жабаєва Жамбила                   | Шевченківський                            | 2008                | Жабаєва Жамбила                             |
| Куйбишева                                | Еспланадна                        | Печерський                                | 1990-ті             | Еспланадна                                  |
| Кулібіна                                 | Декарта Рене                      | Святошинський                             | 2022                | Декарта Рене                                |
| Кулішівська (Куліша)                     | Аеродромна                        | Залізничний                               | 1946 (1952)         | Аеродромна                                  |
| Культури                                 | Мартиросяна                       | Залізничний                               | 1984                | Берегового Сергія                           |
| Куренівська                              | Єжова ім.                         | Петрівський                               | 1937                | Кирилівська                                 |
| Курина (Курінна)                         | Полкова (част.)                   | Подільський                               | 1952                | Полкова                                     |
| Курнатовського                           | Дашкевича Остафія                 | Дніпровський, Деснянський                 | 2021                | Дашкевича Остафія                           |
| Курська                                  | Воробйова Генадія Генерала        | Солом'янський                             | 2018                | Воробйова Генадія Генерала                  |
| Курський пров. (част.)                   | Кіпріанова академіка вул.         | Залізничний                               | 1976                | ліквідовано                                 |
| Курчатова Академіка                      | Левицького Ореста                 | Деснянський                               | 2022                | Левицького Ореста                           |
| Курячий брід                             | Боровиковського                   | Подільський                               | 1952                | Боровиковського                             |
| Курячий брід                             | Боровиковського пров.             | Подільський                               | 1952                | ліквідовано                                 |
| Кустанайська                             | Костанайська                      | Голосіївський                             | 2018                | Костанайська                                |
| Кустанайський пров.                      | Костанайський пров.               | Голосіївський                             | 2018                | Костанайський пров.                         |
| Кутузова (част.) + Щорса вул. (част.)    | Задніпровського Михайла           | Печерський                                | 2000                | Задніпровського Михайла                     |
| Кутузова                                 | Алмазова Генерала                 | Печерський                                | 2016                | Алмазова Генерала                           |
| Кутузова пров.                           | Гуцала Євгена пров.               | Печерський                                | 2016                | Гуцала Євгена                               |
| Кутузовська                              | Кутузова                          | Печерський                                | 1977                | Алмазова Генерала                           |
| Кутузовський пров.                       | Кутузова пров.                    | Печерський                                | 1977                | Гуцала Євгена                               |
| Кучмин (1-й) пров.                       | Маркелова пров.                   |                                           | 1926                | Кучмин Яр                                   |
| Кучмин (1-й) пров.                       | Краснодонська                     | Залізничний                               | 1955                | Кучмин Яр                                   |
| Кутузова                                 | Кожедуба Івана                    | Деснянський                               | 2022                | Кожедуба Івана                              |
| Кучмин (2-й) пров.                       | Краснодонський пров.              | Залізничний                               | 1955                | Кучмин Яр пров.                             |
| Кучмін (2-й) пров.                       | Кудряшова пров.                   | Залізничний                               | 1955                | Кудряшова пров.                             |
|                                          |                                   |                                           |                     |                                             |